# Синђелићи (3. сезона)
Трећа сезона серије Синђелићи је емитована од 17. марта до 10. јуна 2016. године и броји 50 епизода.

## Опис
Сретен и Лила су још увек срећно венчани. Једино што може да отежа њихову ситуацију су Сретенов брат Језда и најбољи пријатељ Федор, који за сваку ситуацију у животу имају неко небулозно објашњење. Тензије између Еве и Методија су у порасту, а изгледа да је права љубав на помолу. Али, хоће ли њих двоје коначно да пронађу срећу, или ће заувек прекинути због змишљотине Методијевог стрица Језде?
И најмлађи имају своје проблеме. Коља жели да се искаже пред Саром, својом симпатијом из разреда, па пристаје да глуми у школској представи "Црвенкапа". Гојко са својим другарима, Дебом, Вуком и Мусом, предњачи у смишљању најновијих смицалица које ће да доведу до могућности да га избаце из школа. Ипак, Гојко ће показати своју лепшу страну, када схвати да му се допада нова девојчица из разреда, Лара. Тереза, најпопуларнија девојчица у разреду, ће усред једног несрећног инцидента постати предмет исмевања. Биће јој потребно много воље и храбрости да поврати самопоуздање. Језда се зближава са професорком верске наставе, Јефимијом. Да ли ће и он коначно пронаћи жену свог живота, или ће наставити да живи својим самачким животом?
Нове, луде авантуре Синђелића почињу!
Снежана Богдановић и Милена Дравић су напустиле главну поставу на крају сезоне.

## Улоге

### Главне
- Воја Брајовић као Сретен Синђелић
- Снежана Богдановић као Добрила Синђелић
- Борис Комненић као Јездимир Синђелић
- Милена Дравић као Госпођа Ксенија
- Горан Радаковић као Федор Ристић
- Милица Михајловић као Николина Ристић
- Вучић Перовић као Методије Синђелић
- Бранкица Себастијановић као Ева Стоименов

### Епизодне
- Милош Кланшчек као Гојко Синђелић
- Немања Павловић као Коља Синђелић
- Јелена Косара као Тереза Стоименов
- Лука Рацо као Ненад Ристић
- Драгана Мићаловић као Касија Тркуља
- Лука Цмиљанић као Петар Лазаревић
- Теодора Илић као Весна Лазаревић
- Павле Павићевић као Муса
- Марко Кизић као Вук
- Владимир Вучковић као Небојша Лазић
- Борис Пинговић као Коста
- Анета Томашевић као Јефимија Јевремовић
- Бранка Петрић као Госпођа Милена
- Душан Матејић као Конобар Дарко

## Епизоде
| Бр. еп. (укупно) | Бр. еп. (у сезони) | Наслов                               | Редитељ              | Сценариста                                | Премијера       |
| --- | ------------------ | ------------------------------------ | -------------------- | ----------------------------------------- | --------------- |
| 40 | 1                  | "Све је то природно"                 | Сузана Пурковић      | Милан Коњевић                             | 17. март 2016.  |
| Сретен и Лила су позвани, од стране њеног бившег мужа, на добротворни маскенбал. Ева све више жели Методија и спремна је на све да га освоји. Тереза се заљубила у Бранка и позива га на састамак, али Бранко је одбија јер сматра да је штреберка. Тереза доноси одлуку да постане мангуп, учитељ у томе јој је Гојко. Николина и Федор мисле да имају кризу у браку због обичног љубавног теста у новинама. Лила покушава да промени Сретена да не буде старомодан и крут у васпитавању деце. |                    |                                      |                      |                                           |                 |
| 41 | 2                  | "Маскенбал"                          | Сузана Пурковић      | Милан Коњевић                             | 18. март 2016.  |
| Сретен и Језда пробају разне комбинације костима за маскенбал. Федоров план да Николину учини љубоморном доводи до нежељених последица. Гојко и Тереза изводе зврчку над Јефимија, наставницом верске наставе. Касија убеђује Еву да мора да престане да мисли на Методија. Сретен, Језда и Федор одлазе на маскенбал, а Лила и Николина одлучују да и саме оду маскиране. Бранко изазива другаре да играју масне фоте. |                    |                                      |                      |                                           |                 |
| 42 | 3                  | "Непобедиви лавови (1. део)"         | Сузана Пурковић      | Милан Коњевић                             | 21. март 2016.  |
| Лила примећује да нешто није у реду са Ксенијом. У комшилуку се отвара нова куглана, а то доводи до варница између Сретена и Методија. Тереза наговара Гојка да смува Лару, и на тај начин преузме контролу над њиховом дечјом бандом. Методије и Риста изазивају Сретена и Федора на партију куглања. |                    |                                      |                      |                                           |                 |
| 43 | 4                  | "Непобедиви лавови (2. део)"         | Сузана Пурковић      | Милан Коњевић                             | 23. март 2016.  |
| Методије изјављује Сретену да је оматорио, што овога излуђује. Гојко исприча другарима шта је било са Ларом, а она то чује и ужасно се разочара. Ксенија има све већи проблем са слухом. У куглани, Сретен, Језда и Федор се у мечу против Методија и Ристе боре да докажу да су и даље у напону снаге. Сретен пушта Лилу да оде у позориште без њега, а она тамо среће познатог глумца. |                    |                                      |                      |                                           |                 |
| 44 | 5                  | "Велики концерт"                     | Сузана Пурковић      | Милан Коњевић                             | 24. март 2016.  |
| Школски жири бира Методија да одржи концерт за дан школе, овај има трему. Лила и Николина воде Сретена и Федора у позориште, па се касније друже са познатим глумцем, звездом представе. Сретен сумња да познати глумац заводи Лилу. Методије одлучује да не наступа сам, већ са Касије, Ристом и Шонетом заједно. Све је спремно за велики концерт. |                    |                                      |                      |                                           |                 |
| 45 | 6                  | "Усвајање детета (1. део)"           | Сузана Пурковић      | Милан Коњевић                             | 25. март 2016.  |
| Бака Ксенија одлази на још једно пропутовање, а долази њена другарица Јагода да помогне Лили и Сретену око деце. Гојко има гомилу кечева, па му Сретен прети да мора да их поправи. Риста пуни осамнаести рођендан. Гојко схвата да му је најлакше да поправи оцену из верске наставе, па се пријављује да добровољно помаже оцу Макарију из локалне цркве. Појављује се сликар Лаки, који Еви нуди да наслика њен акт. |                    |                                      |                      |                                           |                 |
| 46 | 7                  | "Усвајање детета (2. део)"           | Сузана Пурковић      | Милан Коњевић                             | 28. март 2016.  |
| Гојко уцењује бака Јагоду да за њега украде одговоре из контролног задатка. Лила је ухвати у томе. Методије треба да се види са Виолетом, али ипак одлази да спасе Еву из канџи сликара. Федор и Николина желе да усвоје дете, па се пријављују код социјалне раднице. Наравно, Федору не пада на памет да то уради, па покушава да саботира читаву ствар. Методије у фото-шопу прави фотографију Ристе на којој изгледа као да је геј. |                    |                                      |                      |                                           |                 |
| 47 | 8                  | "Хомосексуалац"                      | Сузана Пурковић      | Милан Коњевић                             | 30. март 2016.  |
| Језду убеђују да оде код зубара, али он одбија. На крају, ипак пристаје. Риста схвата да може да се више приближи Касији и Еви, ако оне мисле да је заиста геј. Гојко и Тереза иду на велико школско такмичење које се преноси на телевизији, али Гојку смета што је убачен као Дебина замена. Сретен и Федор проналазе у Јездином стану велику количину новца. |                    |                                      |                      |                                           |                 |
| 48 | 9                  | "Провала, хомосексуалац и такмичење" | Сузана Пурковић      | Милан Коњевић                             | 31. март 2016.  |
| Језда објашњава да има толико новца како би уштедео за мирну старост. Риста објашњава Федору да није заиста геј, већ да се само фолира како би пришао ближе девојкама. Школски квиз знања почиње, а Гојко има план како да не буде Дебин замена. Међутим, план не пролази како је планирао. Методије и Риста се кладе да ће Риста у наредних неколико дана завести Касију. Језда пролази поред неке оронуле зграде, која се руши на њега. |                    |                                      |                      |                                           |                 |
| 49 | 10                 | "Божји човек и београдски дон Жуан"  | Сузана Пурковић      | Милан Коњевић                             | 1. април 2016.  |
| Самим чудом, Језда преживљава рушење оронуле зграде. Помисли да га је спасао Бог, и окрене се религији. Гојко има нови паклени план како да заради паре од наивних ученика у школи. Језда одлучује да се замонаши. Када га Лила ухвати, Гојко одлучи да се освети, и то преко Коље. |                    |                                      |                      |                                           |                 |
| 50 | 11                 | "Анђели и демони"                    | Сузана Пурковић      | Милан Коњевић                             | 4. април 2016.  |
| Језда, и даље у религијском заносу, одлучује да напусти Србију и оде у далеку Аустралију. Риста се заљубљује у Марију, која помаже Јефимији на верској настави. Федор и Сретен покушавају да пронађу начин да језде одврате од напуштања Србије. Језда ипак одлучује да напише тестамент и да сав новац остави цркви. |                    |                                      |                      |                                           |                 |
| 51 | 12                 | "Кобасицомобил"                      | Сузана Пурковић      | Милан Коњевић                             | 6. април 2016.  |
| Тереза доживљава незгоду у школи, и сви ученици почну да је зезају. Живот јој постаје пакао, и више не сме да оде у школу. Сретен тражи помоћ психолога Косте. Риста схвата да је дошло време да задиви Еву и да је смува. Смишља најглупљи план на свету. Федор увлачи језде и Сретена у посао са уличном продајом кобасица, али ускоро све креће по злу. |                    |                                      |                      |                                           |                 |
| 52 | 13                 | "Права љубав"                        | Сузана Пурковић      | Милан Коњевић                             | 7. април 2016.  |
| Сретен и Језда су и даље у свађи са Федором, и одлучују да се сами баве послом уличне продаје кобасица. Међутим, Федор је намерио да им се освети. Риста, спроводећи у дело свој глупи план око завођења Еве, завршава у сандуку на аеродрому, и то на путу за Сингапур. А Методије и Ева коначно признају једно другом шта осећају. |                    |                                      |                      |                                           |                 |
| 53 | 14                 | "Мотел Весели рај"                   | Сузана Пурковић      | Милан Коњевић                             | 8. април 2016.  |
| Методије и Ева никако да нађу место и време за њихову новопронашлу љубав. Никоме не желе да кажу шта се између њих дешава. Коља глуми ловца у школској представи Црвенкапе, а његов стриц Језда вука. Међутим, Језда одустаје од улоге, а Коља се осећа изданим. Риста и Ева одлучују да помогну Методију и Еви, па им изнајмљују собу у хотелу. Једини проблем је што у исти хотел долазе и Сретен, Федор, Лила и Николина. |                    |                                      |                      |                                           |                 |
| 54 | 15                 | "Изненађења"                         | Сузана Пурковић      | Милан Коњевић                             | 11. април 2016. |
| Риста и Касија су се коначно смували. Гојко са екипом смишља нову зврчку - пуне балоне мастилом и гађају ђаке по школи. Међутим, када Николина заврши испрскана мастилом, испоставиће се да они нису за то криви. Касија мисли да је трудна. |                    |                                      |                      |                                           |                 |
| 55 | 16                 | "Инфаркт"                            | Сузана Пурковић      | Милан Коњевић                             | 13. април 2016. |
| Касија је и даље у драми око трудноће, али Риста то не схвата толико озбиљно. Међутим, прави проблем настаје када све то исприча Федору. Лила се ломи да ли да призна Николини шта је урадила, али никако да скупи храбрости за то. На крају ће је Гојко натерати на акцију. Притиснут проблемима са свих страна, Сретен доживљава инфаркт. |                    |                                      |                      |                                           |                 |
| 56 | 17                 | "Добитна комбинација"                | Сузана Пурковић      | Милан Коњевић                             | 14. април 2016. |
| Сретена пуштају из болнице, али му говоре да мора да мирује. Проналази креативне начине да и даље води фудбалски клуб. Њихов клуб је изборио место да пређе у вишу лигу, али стадион мора да се реновира да би се то постигло. Федор наговара Језду да уложи своје паре у то. Гојко и Коља снимају документарни филм о свом оцу, а он жели да се прикаже другачијим него што јесте. Ускоро постаје жртва скривене камере. |                    |                                      |                      |                                           |                 |
| 57 | 18                 | "Сломљено срце"                      | Сузана Пурковић      | Милан Коњевић                             | 15. април 2016. |
| Захваљујући Јездиној лажи, Методије жели да прекине своју тајну везу са Евом. Она не зна о чему се ради, не одустаје од тога да њих двоје живе заједно. Федор добија велику награду на лутрији, али сада је проблем како расподелити тај новац. Доктор уверава Сретена да је добро и да нема последица инфаркта, али му он то не верује. |                    |                                      |                      |                                           |                 |
| 58 | 19                 | "Сломљено срце"                      | Сузана Пурковић      | Милан Коњевић                             | 18. април 2016. |
| Методије жели да се склони од Еве, па одлази да живи код Језде. Ускоро ће му живот са стрицем пресести. Федор жели да купи нешто посебно Николини за годишњицу брака, па моли Лилу да му помогну. Ускоро, остају заглављени у лифту, а Федор почиње да умишља ствари. |                    |                                      |                      |                                           |                 |
| 59 | 20                 | "Пишко и докторка за љубав"          | Сузана Пурковић      | Милан Коњевић                             | 20. април 2016. |
| Ева не може да прихвати да Методије не жели да буде са њом, па не одустаје од тога да га поврати. Методије, с друге стране, мисли да је Јездина лаж о томе да су они прави брат и сестра истина, па је избегава на сваки начин. Риста смишља немогући план како да Методије Еви докаже да је више не воли. Неспоразум између Федора и Лиле постаје све већи, а то може да има по последицу и Сретенов и Лилин брак. |                    |                                      |                      |                                           |                 |
| 60 | 21                 | "Испит"                              | Нбојша Радосављевић  | Милан Коњевић                             | 21. април 2016. |
| Упркос Методијевим покушајима да се згади Еви, она и даље мисли да он жели да буду заједно. Сретен, Федор и Језда изазивају Методија и Ристу на тест из историје, под супервизијом Лиле и Николине. Међутим, њих тројица схватају да је за њих историја - шпанска села. Ваца добија позив на љубавни састанак, али се успаничи, па на њега пошаље Терезу. |                    |                                      |                      |                                           |                 |
| 61 | 22                 | "Моћни гну"                          | Небојша Радосављевић | Милан Коњевић                             | 22. април 2016. |
| Ваца и Тереза су постале смртне непријатељице, и Тереза је смислила начин да то исправи. Одлази као гошћа у специфичну ТВ емисију, одакле жели Ваци да поручи да је и даље воли. Николина и Лила прегледају тестове из историје које су урадили њихови мужеви, и не могу да верују колико они појма немају. Методије је одлучио да стигне Еву, али је она већ отишла на Златибор. Он је коначно проналази, али схвата да је закаснио. |                    |                                      |                      |                                           |                 |
| 62 | 23                 | "Љубавна метода"                     | Небојша Радосављевић | Милан Коњевић                             | 27. април 2016. |
| Николина је одлучила да заведе страховладу у школи, па поставља најмодернији систем надзора који може да нађе. Лили се то не свиђа, сматра да школа није затвор, већ просветна установа. Риста одлучује да се представи као Методије, да би пришао заносној Марини, али убрзо схвата да се увалио у проблем из којег не зна како да се извуче. |                    |                                      |                      |                                           |                 |
| 63 | 24                 | "Кафана (1. део)"                    | Небојша Радосављевић | Милан Коњевић                             | 28. април 2016. |
| Сретенова и Јездина кафана је добила конкуренцију у комшилуку, и број гостију се сваки дан смањује. Методијева и Ристина група добија прилику да наступа на великом концерту. Одушевљени су и смишљају шта ће све да свирају. Тереза и Гојко одлучују да орасположе бака Јагоду тако што ће да је повежу са симпатијом из школских дана. |                    |                                      |                      |                                           |                 |
| 64 | 25                 | "Кафана (2. део)"                    | Небојша Радосављевић | Милан Коњевић                             | 29. април 2016. |
| Гојко и Тереза имају паклени план како да бака Јагода помисли да је њена симпатија из школских дана и даље жива и за то ангажују локалног клошара. Лила и Николина се кладе са Сретеном и Јездом да би оне боље водиле кафану од њих. Ускоро, упадају у велике проблеме. Методијева и Ристина група је направила велики кикс на конференцији за штампу поводом концерта, и бивају избачени из програма. Ипак, неће одустати. |                    |                                      |                      |                                           |                 |
| 65 | 26                 | "Сида (1. део)"                      | Владимир Лазић       | Милан Коњевић                             | 2. мај 2016.    |
| Ева има новог дечка, Новака, а Методије то тешко подноси. После чудног инцидента у кафани, Федор умишља да је добио сиду, а Језда и Сретен му поверују. Гојко је на ивици да га избаце из школе, зато што стално прави проблеме. Сретен одлучује да га убаци да диринчи у кафани. |                    |                                      |                      |                                           |                 |
| 66 | 27                 | "Сида (2. део)"                      | Владимир Лазић       | Милан Коњевић                             | 4. мај 2016.    |
| Сретен и Језда саопштавају Федору да су резултати крви лоши и да он заиста има сиду, иако су погрешно прочитали тестове. Ева је одлучила да напакости Методију, па га тера да се скине у женском ВЦ-у. Он мисли да она жели да му се врати, али она бежи из ВЦ-а са његовом одећом. Гојку је доста рада у кафани, па одлучи да пријави Сретена социјалној радници због злостављања детета. |                    |                                      |                      |                                           |                 |
| 67 | 28                 | "Привредник године"                  | Владимир Лазић       | Милан Коњевић                             | 5. мај 2016.    |
| На прослави годишњице матуре, Сретен и Федор виде тучкови, човека који је био предмет исмевања целог разреда. Сада је тучкови постао привредник године у Србији. Федор долази на идеју да и он покрене неки бизнис који ће га обогатити. У школу долазе девојке из Шведске, у програму размене ђака. Риста и Шоне полуде од среће. У школу се враћа и стара Терезина љубав, Чаја. |                    |                                      |                      |                                           |                 |
| 68 | 29                 | "Школа у природи"                    | Владимир Лазић       | Милан Коњевић                             | 6. мај 2016.    |
| Гојково и Терезино одељење одлази на неколико дана у сеоско домаћинство близу Београда. Лила и Сретен одлазе са њима. Николина открива шта је Федор смислио везано за бизнис и потпуно је у шоку. Прети му да то мора да престане, у супротном она више неће бити са њим. На сеоском домаћинству, Јефимија и Језда се зближавају. Гојко и Тереза се кладе ко ће пре да пољуби своје симпатије. Риста се заклиње Касији на верност, схватио је да је она његова једина љубав. |                    |                                      |                      |                                           |                 |
| 69 | 30                 | "Марта (1. део)"                     | Владимир Лазић       | Милан Коњевић                             | 9. мај 2016.    |
| Николина смишља начин како да натера Федора да прекине са прањем кола. Методије пада у депресију због Еве, па Сретен и Језда смишљају начин како Методија да извуку из депресије. Ангажују Марту, егзотичну играчицу. |                    |                                      |                      |                                           |                 |
| 70 | 31                 | "Марта (2. део)"                     | Небојша Радосављевић | Милан Коњевић                             | 11. мај 2016.   |
| Методије и Марта постају све ближи и ближи, али је то све Методијев план да врати мило за драго. Новак жели да живи са Евом, али се онда двоуми. На крају, доноси одлуку. Сретен препознаје Марту, и схвата да је она егзотична плесачица са прославе рођендана. Настаје прави хаос када Лила помисли да Сретен почиње да мува Марту. |                    |                                      |                      |                                           |                 |
| 71 | 32                 | "Марсовци"                           | Небојша Радосављевић | Милан Коњевић                             | 12. мај 2016.   |
| Једне ноћи, у шуми, Федор је убеђен да је налетео на ванземаљце. Наравно, нико му не верује. Да би доказао да је у праву, Федор води језди на исто место у шуми. И њих двојица заиста налећу на нека бића која изгледају као ванземаљци. Они Федору и Језди саопштавају да ће смак света наступити за 24 часа, па Федор и Језда одлучују да испуне све своје снове. |                    |                                      |                      |                                           |                 |
| 72 | 33                 | "Плава љубав"                        | Небојша Радосављевић | Милан Коњевић                             | 13. мај 2016.   |
| Федор и Језда мисле да долази смак света, па желе да остваре све своје снове. Један од њих је да возе и рели-трке у Кошутњаку. Наравно, све то се ускоро претвара у прави урнебес. Николина мисли да Федор полако луди. У избору за школску групу, побеђује нова девојка, Инес, са својим бендом. Ускоро се развија пријатељство и нешто више између ње и Методија. Гојко, Тереза и Коља случајно разбијају нови ХД телевизор, па смишљају план како да заташкају свој "злочин". |                    |                                      |                      |                                           |                 |
| 73 | 34                 | "Плодност"                           | Небојша Радосављевић | Милан Коњевић                             | 16. мај 2016.   |
| Методије и Ева и даље осећају међусобну привлачност, али се труде да не обраћају пажњу на то. Гојко, Тереза и остатак "банде" смишљају паклени план како да скину са себе одговорност за уништење новог ТВ. Сретен је убеђен да не може да направи дете Лили, па смишља са Федором и Јездом неке екстремније методе за добијање детета. |                    |                                      |                      |                                           |                 |
| 74 | 35                 | "Беч"                                | Небојша Радосављевић | Милан Коњевић                             | 18. мај 2016.   |
| Методије не може више да поднесе срца бол, и одлучује да отпутује на неко време у Беч, да се пресели и да буде што даље од Еве. Његов живот у Бечу није лак, али он у писмима породици пише како је све у реду. Ускоро, Шоне и Риста одлазе да га обиђу и мало се проведу са њим. |                    |                                      |                      |                                           |                 |
| 75 | 36                 | "Тајни обожавалац (1. део)"          | Небојша Радосављевић | Милан Коњевић                             | 19. мај 2016.   |
| Синђелић стиже писмо из Беча. У емотивном писму, Методије пише породици ко му због чега недостаје, али нигде не помиње Еву, што њу веома узнемири. У школу стиже нова наставница, али и нови ученик Давид, експерт за рачунаре. Ева одлази код Косте по савет, али тај гест многи погрешно тумаче. Гојко одлучује да исправи грешку, и пише Еви лажно писмо у Методијево име. |                    |                                      |                      |                                           |                 |
| 76 | 37                 | "Тајни обожавалац (2. део)"          | Небојша Радосављевић | Милан Коњевић                             | 20. мај 2016.   |
| Уместо да Лилу изведе на вечеру, Сретен остаје у кафани да игра партију стоног фудбала са другарима. Лила је увређена. Риста и Шоне мисле да психолог Коста намерава нешто са Евом, па смишљају како да га зауставе у томе. Наравно, Коста је потпуно невин и нема појма шта се дешава. Ева добија анонимно писмо од тајног обожаваоца, који јој улепша дан. Она не зна да су писма смислили Гојко и Тереза како би је орасположили. |                    |                                      |                      |                                           |                 |
| 77 | 38                 | "Гроф мамлаз"                        | Немања Ћипранић      | Милан Коњевић                             | 23. мај 2016.   |
| У школу долази нова професорка Јелена, и први проблеми одмах почињу. Новак се сели у њихову школу, а Риста одмах мисли како мора да заштити Еву од његових напада. Федор се хвали како његово презиме има велики педигре, а Сретен и Језда одлучују да се поиграју са њим и праве фалсификат писма које Федору говори да је наследник великог богаташа. Риста хоће да избаци Новака из фудбалске екипе, али његов план се не одвија како би требало. У Гојковом разреду се појављује нови дечак, Давид, иначе мајстор за компјутере. Уз то, Давид се бави и музиком, свира клавијатуре и прави песме. |                    |                                      |                      |                                           |                 |
| 78 | 39                 | "Бојз бенд"                          | Немања Ћипранић      | Милан Коњевић                             | 25. мај 2016.   |
| Гојко и Деба одлучују да са Давидом направе поп-групу, а Риста им говори да би њихова група требало да има и неке женске вокале, па ова тројица организују аудицију за женски вокал на коју се пријављују Тереза, Ваца и Лара. Ваца је одмах испала. Давид жели Терезу јер лепо пева, а Гојко и Деба Лару јер је згодна. |                    |                                      |                      |                                           |                 |
| 79 | 40                 | "Из Беча с' љубављу"                 | Немања Ћипранић      | Милан Коњевић и Радмила Јовановић-Поњавић | 26. мај 2016.   |
| На последњем такмичењу на аудицији за женски вокал побеђује Тереза. Даре је престао да ради у кафани, али је сада и даље свакодневно посећује. Сретен и Језда схватају да их Методије лаже по питању свог живота у Бечу, па одлучују да оду и да га посете, да би се лично уверили да ли је добро. Настаје прави хаос. Риста је намерно изазвао хаос у свом стану, како би на пар дана прешао да живи код Синђелића. Његова света мисија да Еву сачува за Методија док се не врати се и даље наставља.                                                                                                |                    |                                      |                      |                                           |                 |
| 80 | 41                 | "Кад помислиш на најгоре"            | Немања Ћипранић      | Милан Коњевић и Радмила Јовановић-Поњавић | 27. мај 2016.   |
| Риста је и даље код Синђелића, али немирно спава. Порески инспектор који је претио затварањем кафане је пронађен мртав, а Сретен помишља на најгоре. Риста и даље покушава да смува Ану, али у игру улази и њена најбоља другарица. У школи, Риста спашава Терезу од насртљивца, а она одједном почиње да осећа нешто више према њему. |                    |                                      |                      |                                           |                 |
| 81 | 42                 | "Под сумњом"                         | Немања Ћипранић      | Милан Коњевић и Радмила Јовановић-Поњавић | 30. мај 2016.   |
| Сретен суочава језди са својим најцрњим слутњама, али, као и обично, код Синђелића се испоставља да је реч о смешној забуни. Риста одлази из куће Синђелића, и мири се са Касије. Коначно, Методије шаље Еви мејл, али Гојко својим петљањем изазива кратак спој у кући, па она не успева да га прочита. |                    |                                      |                      |                                           |                 |
| 82 | 43                 | "Ускликнимо с' љубављу"              | Владимир Лазић       | Милан Коњевић и Радмила Јовановић-Поњавић | 1. јун 2016.    |
| Гојко и Тереза имају план како да вежбају свој наступ на школским клавијатурама. Риста долази у сукоб са Касијиним оцем, који је опаки полицајац. Одлучује да је боље за њега да раскине са њом него да сноси последице. Ева почиње да ради у кафани, али то за њу постаје прави кошмар. |                    |                                      |                      |                                           |                 |
| 83 | 44                 | "Конобарица"                         | Владимир Лазић       | Милан Коњевић и Радмила Јовановић-Поњавић | 2. јун 2016.    |
| У кафану долази нова конобарица, за коју ће се ускоро испоставити да доноси више проблема него решења намченим Сретену и Језди. У кућу долази у изненадну посету бака Милена, мама Сретен покојне супруге. Она је жена са села и у кућу уноси понашање и језик на који остали нису навикли. |                    |                                      |                      |                                           |                 |
| 84 | 45                 | "Конобарица"                         | Владимир Лазић       | Милан Коњевић и Радмила Јовановић-Поњавић | 3. јун 2016.    |
| Лила почиње да сумња да Сретен и нова конобарица имају тајну везу, па прогони Сретена. Сретен се вратио кући да замени постељину, надајући се да Лила неће ништа открити. Јагода открива међу сликама свог покојног супруга стару разгледницу, која је наводи да посумња на однос са покојним мужем. |                    |                                      |                      |                                           |                 |
| 85 | 46                 | "Методијев повратак"                 | Владимир Лазић       | Милан Коњевић и Радмила Јовановић-Поњавић | 6. јун 2016.    |
| Методије се коначно вратио, али његову и Евину љубав може ускоро да уништи глупост која се десила између ње и Ристе. Коља је убеђен да може да спаси куцу Лакицу од избацивања из куће, па покушава да поклони њене штенце у школи. У томе му помаже Сара. |                    |                                      |                      |                                           |                 |
| 86 | 47                 | "Крив сам"                           | Владимир Лазић       | Милан Коњевић и Радмила Јовановић-Поњавић | 8. јун 2016.    |
| Језда жели да извуче новац од осигурања, па пред свима глуми да је непокретан. Сретен је очајан, а Јефимија покушава да му помогне. Када открије истину, Сретен побесни. Методије открива шта се догодило између Ристе и Еве, и не може да прође преко тога. |                    |                                      |                      |                                           |                 |
| 87 | 48                 | "Сносити кривицу"                    | Владимир Лазић       | Милан Коњевић и Радмила Јовановић-Поњавић | 9. јун 2016.    |
| У животе свих улази Ивана, Методијева другарица из Беча. Језда је прима у свој стан, а ускоро он и Даре почињу да сумњају да је она трудна и то са Методијем! Тереза и Ваца одлучују да замене идентитете, па настаје права збрка када у Београд долази Јован, њихов породични пријатељ из Новог Сада. |                    |                                      |                      |                                           |                 |
| 88 | 49                 | "Квит"                               | Владимир Лазић       | Милан Коњевић и Радмила Јовановић-Поњавић | 10. јун 2016.   |
| Методије избегава Еву, али она покушава да се оправда и да му објасни. Тереза одлучује да чува малог комшију Нецу, како би зарадила неки динар. Међутим, то ће се показати тежим задатком него што је она мислила. Даре и даље живи код Језде, а њих двојица се баш и не слажу најбоље. |                    |                                      |                      |                                           |                 |
| 89 | 50                 | "Љубавна прича"                      | Владимир Лазић       | Милан Коњевић и Радмила Јовановић-Поњавић | 10. јун 2016.   |
| Риста мисли да се Новак набацује његовој мајци, па покушава да прекине то. Тереза је избачена из групе и тражи помоћ од Ваце како би се вратила. Ваца јој говори да мора да натера Гојка да се заљуби у неког да би из репертоара избацио песму коју Тереза неће да пева и због које је избачена из групе. Међутим, Ваца јој говори да је особа у коју Гојко мора да се заљуби - Тереза. Тереза започиње завођење, али убрзо се између ње и Гојка јавља нешто више. |                    |                                      |                      |                                           |                 |

## Филмска екипа
- Извршни продуценти: Сретен Јовановић 
 Горан Стаменковић
- Адаптација сценарија:Милан Коњевић 
 Радмила Јованић - Поњавић
- Помоћник редитеља: Срђан Микић
- Монтажа:Дејан Луковић 
 Немања Радић 
 Гаврило Јовановић 
 Немања Рачић
- Директор фотографије:Миодраг Трајковић 
 Војкан Гостиљац 
 Владимир Марковић
- Сценографија: Јана Кратовац 
 Марија Радумило
- Костим: Јелена Здравковић 
 Соња Мркобрада 
 Милица Радовановић
- Режија: Сузана Пурковић 
 Небојша Радосављевић 
 Владимир Лазић 
 Немања Ћипранић

## Напомена
1. ↑  Епизода "Квит" је емитована у 20:00 h пре последње епизоде.